# Muzikologija
Muzikologija je znanost o glazbi. Riječ dolazi od starogrčkog musike (glazba) i logos (riječ). Hrvatski izraz za ovu znanost je glazboslovlje
Istražuje fenomen glazbe iz perspektive raznih relevantnih disciplina uključujući i humanističke znanosti, kulturološki, prirodoslovni i sociološki pristup.

## Vanjske poveznice
- Hrvatsko muzikološko društvo
- Američko muzikološko društvo